# Tournoi de Québec
Tournoi de Québec (med Coupe Banque Nationale som sponsornamn) var en tennisturnering för damer som spelades årligen i staden Québec i Kanada, från 1993 till 2018. Fram till 2013 var den känd som Challenge Bell. 
Turneringen var en del av Tier III på WTA-touren och spelades inomhus på hardcourt. Den var den sista professionella damturneringen som hade inomhusmatta (engelska: carpet) av äldre slag som spelunderlag. Matcherna avgjordes på PEPS de l'Université Laval vid Université Laval.
2019–2021 var arrangemanget av turneringen "uthyrt" till Albany i delstaten New York i USA, med option till köp av arrangemanget. Ansvaret för försäljningen/uthyrningen stod den nationella tennisorganisationen Tennis Canada för. De hävdade att mängden konkurrerande turneringar under spelperioden i september var orsak till beslutet.

## Resultat

### Singel
| År   | Mästare                    | Finalist                | Resultat           |
| ---- | -------------------------- | ----------------------- | ------------------ |
| 1993 | Nathalie Tauziat           | Katerina Malejeva       | 6–4, 6–1           |
| 1994 | Katerina Malejeva          | Brenda Schultz-McCarthy | 6–3, 6–3           |
| 1995 | Brenda Schultz-McCarthy    | Dominique Van Roost     | 7–6(7–5), 6–2      |
| 1996 | Lisa Raymond               | Els Callens             | 6–4, 6–4           |
| 1997 | Brenda Schultz-McCarthy    | Dominique Van Roost     | 6–4, 6–7(4–7), 7–5 |
| 1998 | Tara Snyder                | Chanda Rubin            | 4–6, 6–4, 7–6(8–6) |
| 1999 | Jennifer Capriati          | Chanda Rubin            | 4–6, 6–1, 6–2      |
| 2000 | Chanda Rubin               | Jennifer Capriati       | 6–4, 6–2           |
| 2001 | Meghann Shaughnessy        | Iva Majoli              | 6–1, 6–3           |
| 2002 | Jelena Bovina              | Marie-Gayanay Mikaelian | 6–3, 6–4           |
| 2003 | Maria Sjarapova            | Milagros Sequera        | 6–2, uppgivet      |
| 2004 | Martina Suchá              | Abigail Spears          | 7–5, 3–6, 6–2      |
| 2005 | Amy Frazier                | Sofia Arvidsson         | 6–1, 7–5           |
| 2006 | Marion Bartoli             | Olga Poutchkova         | 6–0, 6–0           |
| 2007 | Lindsay Davenport          | Julia Vakulenko         | 6–4, 6–1           |
| 2008 | Nadia Petrova              | Bethanie Mattek         | 4–6, 6–4, 6–1      |
| 2009 | Melinda Czink              | Lucie Šafářová          | 4–6, 6–3, 7–5      |
| 2010 | Tamira Paszek              | Bethanie Mattek-Sands   | 7–6(8–6), 2–6, 7–5 |
| 2011 | Barbora Záhlavová-Strýcová | Marina Erakovic         | 4–6, 6–1, 6–0      |
| 2012 | Kirsten Flipkens           | Lucie Hradecká          | 6–1, 7–5           |
| 2013 | Lucie Šafářová             | Marina Erakovic         | 6–4, 6–3           |
| 2014 | Mirjana Lučić-Baroni       | Venus Williams          | 6–4, 6–3           |
| 2015 | Annika Beck                | Jeļena Ostapenko        | 6–2, 6–2           |
| 2016 | Océane Dodin               | Lauren Davis            | 6–4, 6–3           |
| 2017 | Alison Van Uytvanck        | Tímea Babos             | 5–7, 6–4, 6–1      |
| 2018 | Pauline Parmentier         | Jessica Pegula          | 7–5, 6–2           |

### Dubbel
| År   | Mästare                               | Finalister                                       | Resultat                   |
| ---- | ------------------------------------- | ------------------------------------------------ | -------------------------- |
| 1993 | Katrina Adams Manon Bollegraf         | Katerina Maleeva Nathalie Tauziat                | 6–4, 6–4                   |
| 1994 | Elna Reinach Nathalie Tauziat         | Chanda Rubin Linda Wild                          | 6–4, 6–3                   |
| 1995 | Nicole Arendt Manon Bollegraf         | Lisa Raymond Rennae Stubbs                       | 7–6(8–6), 4–6, 6–2         |
| 1996 | Debbie Graham Brenda Schultz-McCarthy | Amy Frazier Kimberly Po                          | 6–1, 6–4                   |
| 1997 | Lisa Raymond Rennae Stubbs            | Alexandra Fusai Nathalie Tauziat                 | 6–4, 5–7, 7–5              |
| 1998 | Lori McNeil Kimberly Po               | Chanda Rubin Sandrine Testud                     | 6–7(3–7), 7–5, 6–4         |
| 1999 | Amy Frazier Katie Schlukebir          | Cara Black Debbie Graham                         | 6–2, 6–3                   |
| 2000 | Nicole Pratt Meghann Shaughnessy      | Els Callens Kimberly Po                          | 6–3, 6–4                   |
| 2001 | Samantha Reeves Adriana Serra Zanetti | Klára Zakopalová Alena Vašková                   | 7–5, 4–6, 6–3              |
| 2002 | Samantha Reeves Jessica Steck         | Maria Emilia Salerni Fabiola Zuluaga             | 4–6, 6–3, 7–5              |
| 2003 | Li Ting Sun Tiantian                  | Els Callens Meilen Tu                            | 6–3, 6–3                   |
| 2004 | Carly Gullickson María Emilia Salerni | Els Callens Samantha Stosur                      | 7–5, 7–5                   |
| 2005 | Anastasia Rodionova Jelena Vesnina    | Liga Dekmeijere Ashley Harkleroad                | 6–7(4–7), 6–4, 6–2         |
| 2006 | Carly Gullickson Laura Granville      | Jill Craybas Alina Jidkova                       | 6–3, 6–4                   |
| 2007 | Christina Fusano Raquel Kops-Jones    | Stéphanie Dubois Renata Voráčová                 | 6–2, 7–6(8–6)              |
| 2008 | Anna-Lena Grönefeld Vania King        | Jill Craybas Tamarine Tanasugarn                 | 7–6(7–3), 6–4              |
| 2009 | Vania King Barbora Záhlavová-Strýcová | Sofia Arvidsson Séverine Brémond Beltrame        | 6–1, 6–3                   |
| 2010 | Sofia Arvidsson Johanna Larsson       | Bethanie Mattek-Sands Barbora Záhlavová-Strýcová | 6–1, 2–6, [10–6]           |
| 2011 | Raquel Kops-Jones Abigail Spears      | Jamie Hampton Anna Tatishvili                    | 6–1, 3–6, [10–6]           |
| 2012 | Tatjana Malek Kristina Mladenovic     | Alicja Rosolska Heather Watson                   | 7–6(7–5), 6–7(6–8), [10–7] |
| 2013 | Alla Kudryavtseva Anastasia Rodionova | Andrea Hlaváčková Lucie Hradecká                 | 6–4, 6–3                   |
| 2014 | Lucie Hradecká Mirjana Lučić-Baroni   | Julia Görges Andrea Hlaváčková                   | 6–3, 7–6(10–8)             |
| 2015 | Barbora Krejčíková An-Sophie Mestach  | María Irigoyen Paula Kania                       | 4–6, 6–3, [12–10]          |
| 2016 | Andrea Hlaváčková Lucie Hradecká      | Alla Kudryavtseva Alexandra Panova               | 7–6(7–2), 7–6(7–2)         |
| 2017 | Tímea Babos Andrea Hlaváčková         | Bianca Andreescu Carson Branstine                | 6–3, 6–1                   |
| 2018 | Asia Muhammad Maria Sanchez           | Darija Jurak Xenia Knoll                         | 6–4, 6–3                   |